# Eurosia melanopera
Eurosia melanopera là một loài bướm đêm thuộc phân họ Arctiinae, họ Erebidae.